# Krzysztof Król (oficer)
Krzysztof Król (ur. 1 grudnia 1968 w Ciechanowie) – generał broni Wojska Polskiego, zastępca szefa Sztabu Generalnego WP.

## Życiorys

### Wykształcenie
Jest absolwentem Wyższej Szkoły Oficerskiej Inżynierii Wojskowej we Wrocławiu, Akademii Obrony Narodowej w Warszawie, Akademii Humanistycznej w Pułtusku, Podyplomowego Studium Integracji i Bezpieczeństwa Europejskiego Studiów Polityki Obronnej w Akademii Sił Zbrojnych Kanady. Ukończył wiele kursów specjalistycznych między innymi w Szkole NATO w Oberammergau oraz Akademii NATO w Rzymie. W 2016 roku uzyskał stopień naukowy doktora w dziedzinie nauk społecznych, nauki o obronności Akademii Obrony Narodowej.

### Kariera wojskowa
Służbę wojskową rozpoczął w 1991 na stanowisku dowódcy plutonu maszyn inżynieryjnych w 2 batalionie zabezpieczenia w Czerwonym Borze i dowódcą plutonu technicznego w tymże batalionie. Następnie był dowódcą plutonu w 1 Batalionie Saperów 1 Warszawskiej Dywizji Zmechanizowanej w Pułtusku. W latach 1995–1996 był zastępcą dowódcy, a następnie dowodził zgrupowaniem pododdziałów inżynieryjnych Polskiego Kontyngentu Wojskowego w Libanie. W latach 1996–1997 pełnił służbę na stanowisku dowódcy kompanii technicznej w 1 Batalionie Saperów w 1 Warszawskiej Dywizji Zmechanizowanej w Pułtusku. Po ukończeniu Akademii Obrony Narodowej (1997–1999) został wyznaczony na stanowisko starszego oficera w Dowództwie Wojsk Lądowych.
W latach 2000–2003 służył na stanowisku starszego oficera w Kwaterze NATO Sił Połączonych Centrum w Heidelbergu, i w Kwaterze Dowództwa Regionalnego NATO w Neapolu (od 2001). W 2001 pełnił obowiązki starszego oficera ds. Kosowa w biurze doradcy politycznego dowódcy RC South w Neapolu, wykonując czasowo zadania w KFOR. Od 2003 roku pełnił służbę na stanowisku specjalisty i starszego specjalisty Oddziału Szkolenia Dowództw w Dowództwie Wojsk Lądowych. W 2005 roku pełnił służbę na stanowisku szefa Oddziału Operacyjnego G3 Wielonarodowej Dywizji Centrum-Południe, w ramach Polskiego Kontyngentu Wojskowego w Iraku. Przez kolejne 4 lata był szefem sekretariatu dowódcy Wojsk Lądowych. Po ukończeniu studiów podyplomowych z zakresu polityki obronnej w Kanadzie objął stanowisko szefa Oddziału Planowania Operacyjnego Dowództwa 2 Korpusu Zmechanizowanego w Krakowie (2010). Od jesieni 2012 dowódca Brygady Wsparcia Dowodzenia Wielonarodowego Korpusu Północno-Wschodniego w Stargardzie. Z dniem 25 stycznia 2016 został desygnowany na zastępcę dowódcy Wielonarodowego Korpusu Północ-Wschód w Szczecinie.
29 lutego 2016 został mianowany na stopień generała brygady oraz został wyznaczony na stanowisko zastępcy dowódcy Wielonarodowego Korpusu Północno-Wschodniego w Szczecinie. 22 lutego 2018 Prezydent RP Andrzej Duda, na wniosek Ministra Obrony Narodowej Mariusza Błaszczaka, mianował go na stopień generała dywizji. Akt mianowania odebrał z rąk prezydenta 1 marca 2018 w trakcie obchodów Narodowego Dnia Pamięci „Żołnierzy Wyklętych”. Z dniem 22 sierpnia 2018 r. Minister Obrony Narodowej Mariusz Błaszczak wyznaczył generała dywizji Krzysztofa Króla na stanowisko zastępcy szefa Sztabu Generalnego Wojska Polskiego. 25 czerwca 2020 mianowany na stopień generała broni.  1 września 2020 objął funkcję szefa sztabu Sojuszniczego Dowództwa Sił Połączonych Brunssum, funkcję pełnił do listopada 2023; obecnie jest doradcą szefa Sztabu Generalnego WP

## Awanse
- podporucznik – 1991
- porucznik – 1994
- kapitan – 1998
- major – 2003
- podpułkownik – 2005
- pułkownik – 2011
- generał brygady – 29 lutego 2016[4]
- generał dywizji – 1 marca 2018[5]
- generał broni – 25 czerwca 2020[6]

## Ordery i odznaczenia
- Złoty (2019) i Srebrny (2005) Złoty Krzyż Zasługi[9]
- Srebrny (2011) i Brązowy (2002) Medal „Siły Zbrojne w Służbie Ojczyzny”
- Złoty (2011) i Srebrny (2005) Medal „Za zasługi dla obronności kraju”
- Army Commendation Medal (US) – 2005
- Знак пошани (UA) – 2005
- Gwiazda Iraku – 2009
- Srebrny Medal za Długoletnią Służbę – 2013
- Joint Service Commendation Medal (US) – 2018
- Medal 100-lecia ustanowienia Sztabu Generalnego Wojska Polskiego – 2018